# 股份
股份（英語：Share）是投資市場的股本的一個單位，一般是以股票的形式存在，但有時亦會以互惠基金、有限合夥、房地產投資信託等形式出現。持有股份的投資者有可能會獲發放股息。